# 鞭鬚裸巨口魚
鞭鬚裸巨口魚（学名：Grammatostomias flagellibarba）为輻鰭魚綱巨口鱼目巨口鱼科的其中一種。分布於北大西洋區，從愛爾蘭南部至法國比斯開灣海域，為深海魚類，棲息深度可達1281公尺，體長可達15.9公分。

## 扩展阅读
維基物種上的相關：鞭鬚裸巨口魚